# Fındıkzade
Fındıkzade è un quartiere (in turco Semt) della parte europea di Istanbul, situato nella parte nord di Fatih (la città murata), tra i quartieri di Topkapı e Aksaray, e adiacente ai quartieri di Hasseki, Yusufpaşa e Çapa. Le strade principali di questo quartiere sono Millet Caddesi (ora chiamata Turgut Özal Millet Caddesi) e Vatan Caddesi (ora chiamata Adnan Menderes Vatan Caddesi). Qui si trovano tre dei principali ospedali della città, che ne fanno uno dei più importanti distretti sanitari di Istanbul. L'area è servita dalla linea di tram T1.